# هانز بورغكمير
كان هانز بورغكمير الأكبر (1473-1531) رساماً ألمانياً، وكان فناناً في الحفر على الخشب والطباعة.

## حياته
ولد هانز بورغكمسير في آوغسبورغ، وهو ابن الرسام توماس بورغكمير.
عام 1488، كان هانز طالباً في مدرسة مارتين شونغاوير في كولمار. وقد توفي مارتين شونغاوير خلال العامين الذين قضاهما في المدرسة، قبل أن يكمل فترة التدريب فيها. قد يكون هانز قد زار أثناء ذلك، لكنه زارها بالتأكيد عام 1507، وقد أثرت تلك الزيارة على أسلوبه تأثيراً عظيماً. منذ عام 1491، عمل في أوغسبيرغ، حيث أصبح أستاذاً وافتتح مشغلاً خاصاً به عام 1498.
ينسب هوليشتاين له 834 لوحة نقش خشبية يعود معظمها لرسومات في كتاب، وقد يكون ما يزيد عن المائة منها عبارة عن رسوم «ذات ورقة واحدة» مطبوعة، لكن ليست بغرض وضعها في كتب. تظهر تلك الرسوم موهبة تمثلت في العناصر البارزة والممزوجة بنجاح، وقد مثلت النماذج التي تمثل النهضة الإيطالية والأنماط الألمانية التي تتبعها.

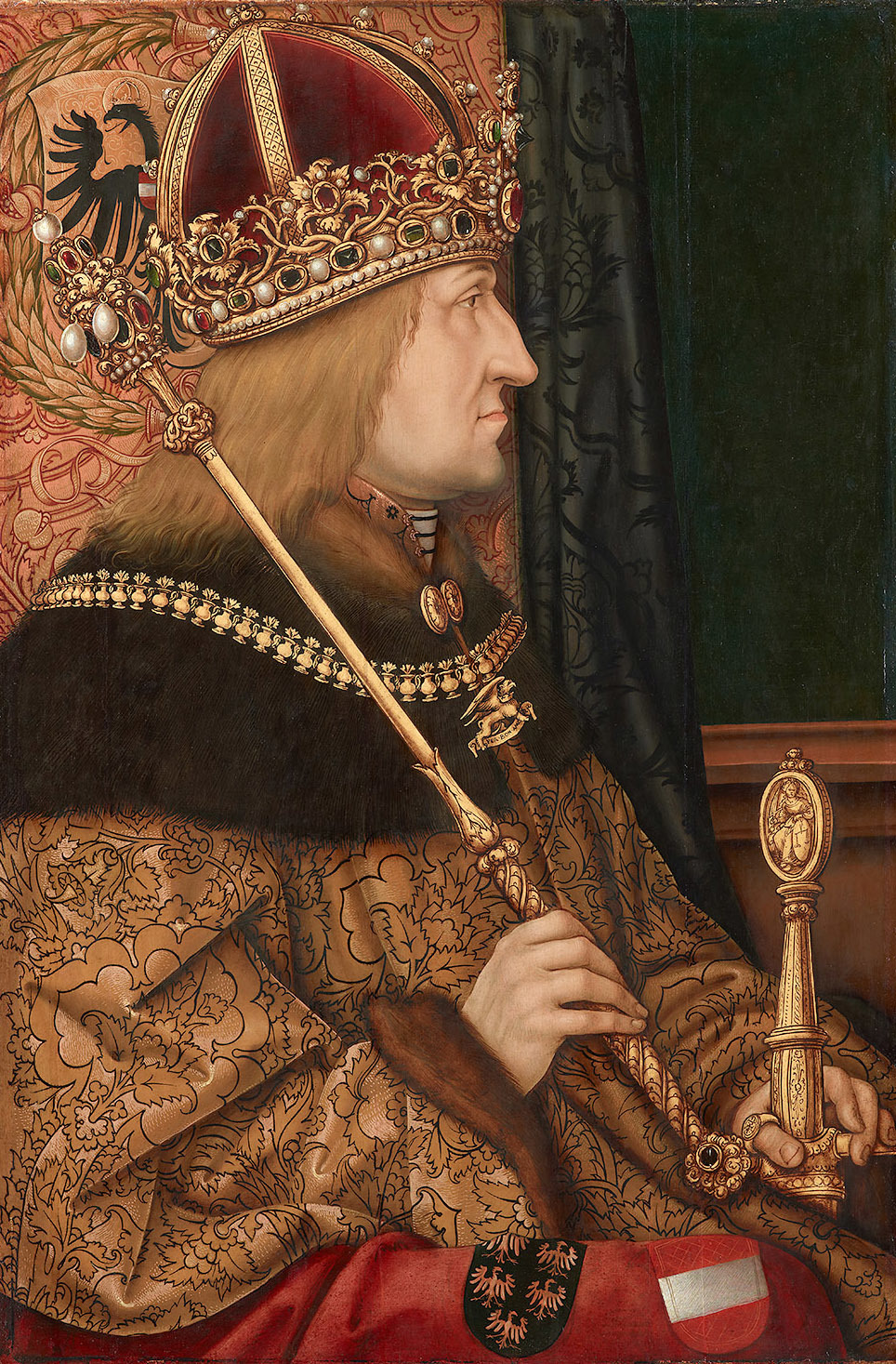
الامبراطور فريدريك الثالث

كان هانز مسؤولاً عن حوالي نصف الـ 135 مطبوعة في «انتصارات ماكسميلان» وهي مطبوعات كبيرة تعج بالرموز والشخصيات. كما أنجز معظم الرسوم في Weiss Kunig و Theurdank. منذ عام 1508، قضى هانز معظم وقته في العمل على مشاريع حفر الخشب الخاصة بالإمبراطور الروماني ماكسميلان الأول والتي استمرت حتى وفاة الإمبراطور عام 1519. 

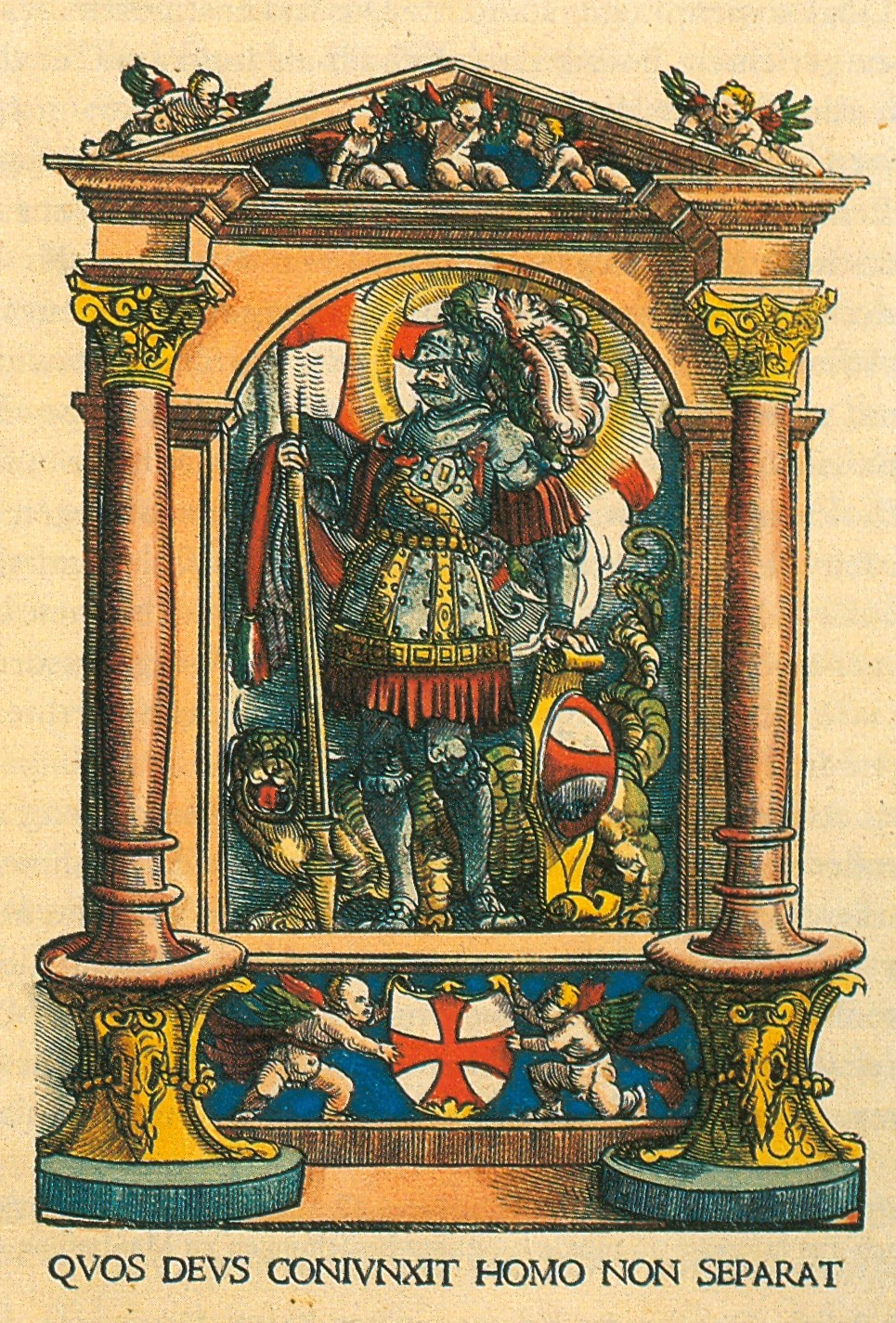
لوحة بورغكمير الخشبية الملونة التي تعود لعام 1522، والتي تمثل شعار النبالة لاتحاد شفابيان، مرفقة بصليب سانت جورج وملاكين حارسين يدعمان صليباً أحمر: أما الشعار فهو: «ما جمعه الله لا يفرقه البشر».

كان هانز بورغكمير مبتكراً مهماً في مجال اللوحات الخشبية المنحوتة، ويبدو أنه أول من استخدم توزيع الضوء واللون في مطبوعة تعود لعام 1508. كانت لوحته «عشاق يتفاجئون بالموت» (1510) هي أول مطبوعة تتميز بتوزيع اللون والضوء التي يستخدم فيها ثلاث كتل  كما كانت أيضاً أول مطبوعة مصممة للطباعة بالألوان فقط.
أنتج هانز نقشاً واحداً «فينوس وميركوري» عام 1520. وقد نقشها على صفيحة معدنية، لكنه لم يجرب عملية الحفر على المعادن على الرغم من أنه تدرب عليها مع شونغاور.
كان هانز بورغكمير رساماً ناجحاً أيضاً، وقد اختص برسم المشاهد الدينية وتصوير وجوه مواطني أوغسبيرغ واغضاء الديوان الإمبراطوري. توجد العديد من أعماله في معارض ميونيخ وفيينا  تتوائم الرسومات الشخصية التي أنجزها الذوق العام الحديث أكثر من أعماله الدينية.
توفي بورغكمير في أوغسبيرغ عام 1531.

## المراجع

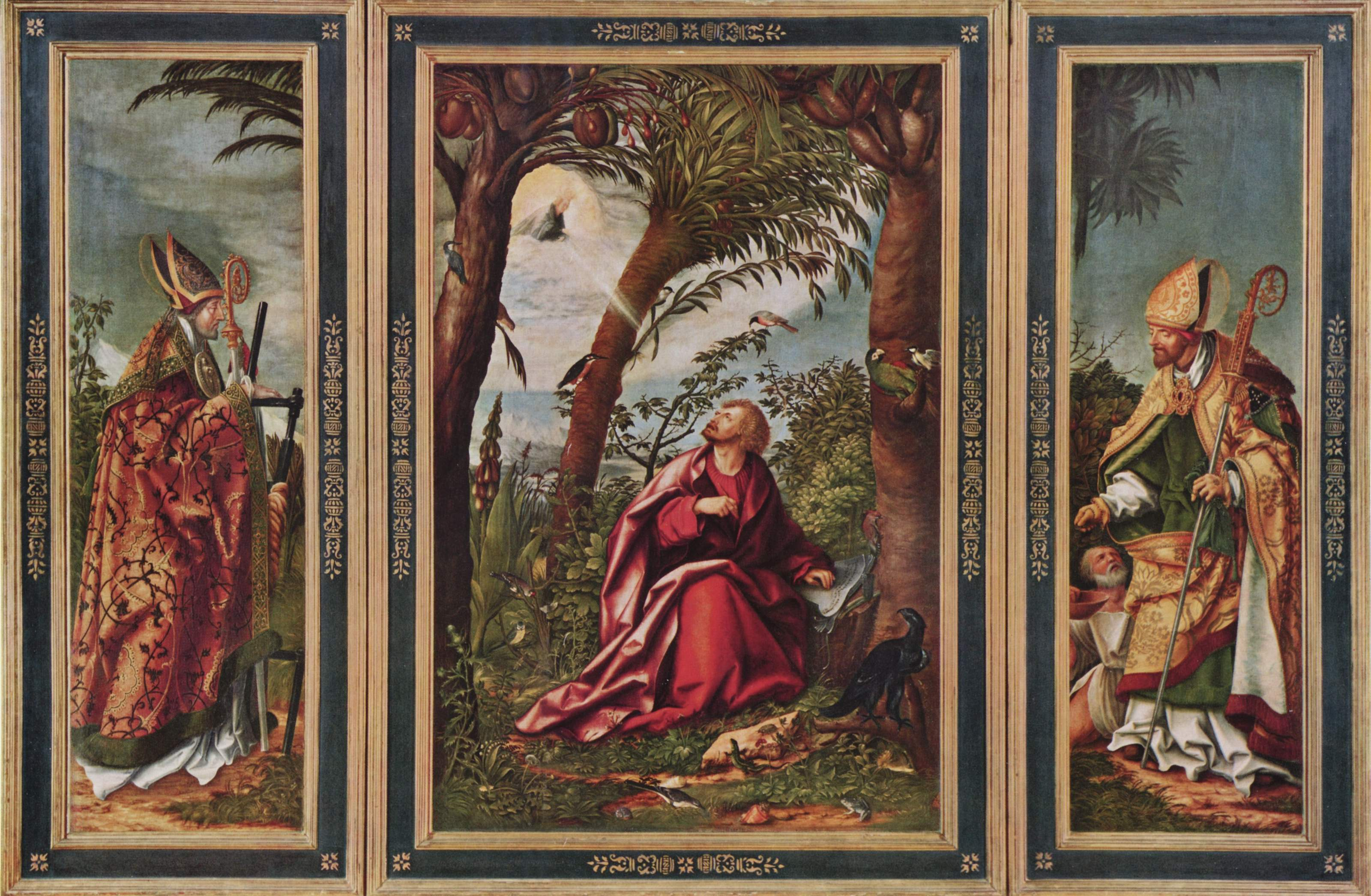
رافدة المذبح لهانز بورغكمير